# Thomas Plantagenet Bigg-Wither
Thomas Plantagenet Bigg-Wither (Hampshire, 16 de outubro de 1845 - Alto mar, 19 de julho de 1890) foi um engenheiro e escritor inglês.

## Biografia
Descendente da nobreza inglesa (da Dinastia Plantageneta), foi o décimo filho (teve 13 irmãos) de Lovelace Bigg-Wither (1805-?) e Emma Jemima Orde (1805-1874). Nasceu no Castelo de Tangier Park, em 1845, e estudou no Bradfield College e no King's College de Londres, concluindo o curso de Engenharia Civil. Depois de trabalhar em um estaleiro na cidade de Portsmouth, Thomas ingressou na equipe (equipe formada por dezesseis engenheiros ingleses e suecos) da "Paraná And Mato Grosso Survey Expedition" comandada pelo capitão do exército sueco Christian Palm. A expedição foi contratados pelo governo imperial brasileiro e pelo Visconde de Mauá com a intenção de realizarem estudos de viabilização para a construção de uma ferrovia que interligasse as províncias do Mato Grosso com o Paraná. A expedição iniciou seus serviços no início da década de 1870 e Bigg-Wither chegou a Paraná em junho de 1871. Permanecendo nas regiões de Curitiba e campos gerais (região de Tibagi) por aproximadamente quatro anos, retornou a Inglaterra em abril de 1875. Durante o período que permaneceu no Brasil, fez registros, de caracter pessoal, sobres aspectos da população local e indígena, da cidade de Curitiba, da agricultura, da flora e da fauna, entre outros assuntos que julgou pertinente.
Depois que ministrou algumas palestas sobre o sertão do Paraná na Royal Geographical Society e com a ajuda do editor John Murray, transformou seus apontamentos em livro, lançado em 1878 com o título de "Pionering in South Brazil". O livro ganhou destaque como fonte de pesquisas sobre o Paraná e o sul do Brasil no meio acadêmico Inglês e também foi usado pelo novelista Thomas Hardy para criar personagens. Somente em 1974, o livro foi traduzido para o português e lançado com o título de "Novo Caminho no Brasil Meridional": A Província do Paraná". Também publicou um artigo denominado "The valley of the Tibagy, Brazil" com a ajuda da Royal Geographical Society.
Em 1882, assumiu o cargo de engenheiro chefe da Companhia Ferroviária de Bengala Central, em Bengala Ocidental, e alguns anos depois, foi transferido para o Distrito de Gorakhpur, na região de divisa entre o Nepal e a Índia.
Após contrair uma séria virose, tenta retornar a Inglaterra para tratamento, porém, seu estado piorou quando viajava no navio "P. and O. ss. Assam", falecendo poucas horas antes de chegar ao porto Aden, no Iêmen. Seu restos mortais foram sepultados em alto mar.